# Греков, Борис Николаевич
Бори́с Никола́евич Гре́ков (8 декабря 1929, Москва — 4 ноября 2003, Балашихинский район, Московская область) — советский заслуженный тренер по боксу. Специализировался на работе с детьми и молодёжью, был личным тренером чемпиона Европы Сергея Сивко и чемпиона мира Александра Кошкина.

## Биография
Борис Греков родился 8 декабря 1929 года в Москве. Рос в рабочей семье, уже в возрасте двенадцати лет устроился работать токарем на Государственном подшипниковом заводе, там же в заводской спортивной секции начал активно заниматься боксом. Позже присоединился к спортивному обществу «Трудовые резервы», стал побеждать на городских турнирах, несколько раз попадал в число призёров первенства РСФСР по боксу. Однако в 1952 году получил серьёзную травму и вынужден был преждевременно завершить карьеру спортсмена.
Будучи большим фанатом бокса, решил остаться в этом виде спорта в качестве детского тренера. Первое время работал в детско-юношеской спортшколе в Подольске, затем занимался подготовкой студентов в боксёрских секциях при московских вузах МГИМО и МИСиС. В 1955 году перешёл в общество «Пищевик», где впоследствии создал масштабную тренировочную секцию численностью свыше 200 человек. За более чем 50 лет тренерской деятельности воспитал многих высококлассных бойцов, в том числе его учениками были чемпион Европы и серебряный призёр Олимпийских игр в Риме Сергей Сивко, чемпион мира, Европы и серебряный призёр Олимпийских игр в Москве Александр Кошкин, мастер спорта Всеволод Чёрный, позже ставший известным спортивным врачом. За подготовку Сивко в 1960 году Греков был удостоен почётного звания «Заслуженный тренер СССР».
Умер 4 ноября 2003 года, похоронен на Николо-Архангельском кладбище в Балашихинском районе Московской области, участок № 67 «А».